# Massaker von Manila
Das Massaker von Manila ist ein Massaker, das im Februar 1945 von japanischen Truppen an philippinischen Zivilisten in Manila begangen wurde.
Bei der Rückeroberung der Philippinen landeten Truppen der 6. US-Armee unter Generalleutnant Walter Krueger sowie philippinische und mexikanische Einheiten am 9. Januar 1945 im Golf von Lingayen auf Luzon. Nach heftigen Gefechten, unter anderem um das wichtige Flugfeld Clark Field, zog sich der Hauptteil der 14. Regionalarmee der Kaiserlich Japanischen Armee nach Norden zurück. Entgegen dem Befehl von General Yamashita Tomoyuki blieb Vizeadmiral Sanji Iwabuchi mit 10.000 Marineinfanteristen und 4.000 weiteren Soldaten in Manila, wo er von amerikanischen und philippinischen Verbänden eingeschlossen wurde und die Stadt zum Schlachtfeld wurde.
Während der Kampfpausen ließen japanische Soldaten Ärger und Frustration an den in der Stadt gefangenen Zivilisten aus. Männer, Frauen, Kinder sowie Priester, Kriegsgefangene, Ärzte, Krankenschwestern und Patienten in Krankenhäusern wurden geköpft, erstochen oder verstümmelt. Tausende philippinische Frauen und Mädchen wurden vergewaltigt und mit Bajonetten erstochen. Laut gefundenen Dokumenten einer Einheit der Kaiserlich Japanischen Armee wurden mindestens 1.000 Einwohner der Stadt lebendig verbrannt. Teile der Stadt, die nicht durch Kämpfe zerstört waren, wurden von Einheiten organisiert verbrannt. Einwohner wurden, teilweise in großer Zahl, in Gefängnissen, Kirchen oder Kellern eingesperrt und dort mit Sprengstoff oder Feuer getötet. Zahlreiche westliche und östliche Quellen stimmen darin überein, dass dem Massaker etwa 100.000 Menschen zum Opfer fielen. Seltener wird von 111.000 gesprochen während andere die Zahl der Opfer unter 100.000 ansetzen.
Das Manila-Massaker spielte in den Nachkriegsprozessen eine wichtige Rolle. Als verantwortlich wurde General Yamashita befunden. Obwohl seine Truppen entgegen seinem Befehl gehandelt hatten, die Stadt nicht zu besetzen, befand ihn das Gericht für schuldig, weil die ihm unterstellten Truppen das Massaker verübt hatten und die Sook-Ching-Massaker und weitere Kriegsverbrechen in Malaysia ebenfalls unter seinem Kommando verübt wurden, gegen die er laut Ansicht des Gerichts nicht entschlossen genug vorgegangen war. Die Entscheidung für seine Verurteilung ist umstritten.